# ويليام إل. مور
ويليام إل. مور (بالإنجليزية: William L. Moore)‏ هو سياسي أمريكي، ولد في 31 مارس 1851 في مقاطعة تازويل في الولايات المتحدة، وتوفي في 14 نوفمبر 1926. حزبياً، نشط في الحزب الجمهوري.